# Hawk (zespół muzyczny)
Hawk – zespół glammetalowy założony w Los Angeles w Kalifornii, w roku 1984.
Był to jednorazowy projekt gitarzysty i nauczyciela gry na gitarze – Douga Marksa.

## Historia

### Kariera
Oryginalny skład grupy zawiązał się w roku 1984.
Ówczesnymi członkami zespołu byli:
- Charles Morrill – Wokal
- Doug Marks – Gitara
- Lonnie Miller – Gitara basowa
- Scott Travis – Perkusja

W tym składzie zespół występował w ramach trasy koncertowej "Anywhere There's Electricity Tour", obejmującej obszar południowej Kalifornii.
W roku 1985 grupa wydała swój pierwszy i jedyny album pod tytułem "Hawk", by wkrótce, w ostatnim kwartale roku 1986, zostać rozwiązana.
Album został wydany w składzie:
- David Fefolt – Wokal
- Doug Marks – Gitara, Bas
- Matt Sorum – Perkusja
- Dave Tolley – Klawisze
- Steve Ayola – Klawisze

### Po rozpadzie
Po rozpadzie grupy każdy z muzyków poszedł własną drogą.
Charlie Morrill jest obecnie frontmanem Charlie Wayne Band.
Lonnie Miller grał kolejno w zespołach King Kobra oraz Bullet Boys,
Scott Travis występował w Racer X, The Scream a od roku 1989 nieprzerwanie gra w Judas Priest,
Matt Sorum obecnie jest znany z gry z w zespołach takich jak Guns'N'Roses i Velvet Revolver.
Doug Marks natomiast powrócił do szkolenia kolejnego pokolenia gitarzystów i jest znany na całym świecie dzięki swojemu gitarowemu kursowi wideo pt. "Metal Method".

## Dyskografia
- Hawk (1986)